# Huntington (Teksas)
Huntington je grad u američkoj saveznoj državi Teksas. Prema popisu stanovništva iz 2010. u njemu je živjelo 2.118 stanovnika.